# Каменушка (Кемеровская область)
Камену́шка — ликвидированная деревня в Гурьевском районе Кемеровской области. Входила в состав Сосновского сельского поселения.

## История
Основана в XX веке.
В деревне была одна улица — Каменушевская. Ходил рейсовый автобус.
Во времена СССР относилась к Сосновскому сельсовету.
Имелись начальная школа, магазин, фельдшерский пункт. Размещалось отделение совхоза «Салаирский».
В 2008 году рядом с деревней был запущен Каменушинский карьер по добыче медной руды (остановлен 1 марта 2013 года из-за некачественной разведки и проектной оценки, повлекшей убытки в 4,77 млрд. рублей, позже законсервирован), вследствие чего дальнейшее проживание постоянного населения было признано небезопасным.

## География
Деревня была расположена в западной части Кемеровской области на реке Каменушка.
Центральная часть населённого пункта расположена на высоте 321 метр над уровнем моря.

## Население
В 1968 году в деревне проживало 290 жителей, в 1989 году — 160 жителей, в 2002 году — 178 жителей.
По данным Всероссийской переписи населения 2010 года, в деревне Каменушка проживало 36 человек (18 мужчин, 18 женщин).
В настоящее время деревня полностью расселена, постоянное население отсутствует. Осталось два дома (принадлежат УГМК).